# Luke Stedman
Luke Stedman nació el 10 de julio de 1976 en Sídney, Nueva Gales del Sur, Australia. Es un surfista profesional, también conocido entre sus compañeros como Friken Steds o, simplemente, Steds.

## Biografía
Hijo de un surfista australiano de cierta notoriedad en la década de los 70, Shane Stedman. Con 12 años, Luke ya lucía 15 puntos de sutura en la cabeza por lesiones mientras surfeaba.
A diferencia de los demás surfistas, Luke no consiguió grandes éxitos en su carrera juvenil hasta que se clasificó para el ASP World Tour en 2003, donde fue nombrado Rookie of the Year (Novato del año).